# Cosme Indicopleustes

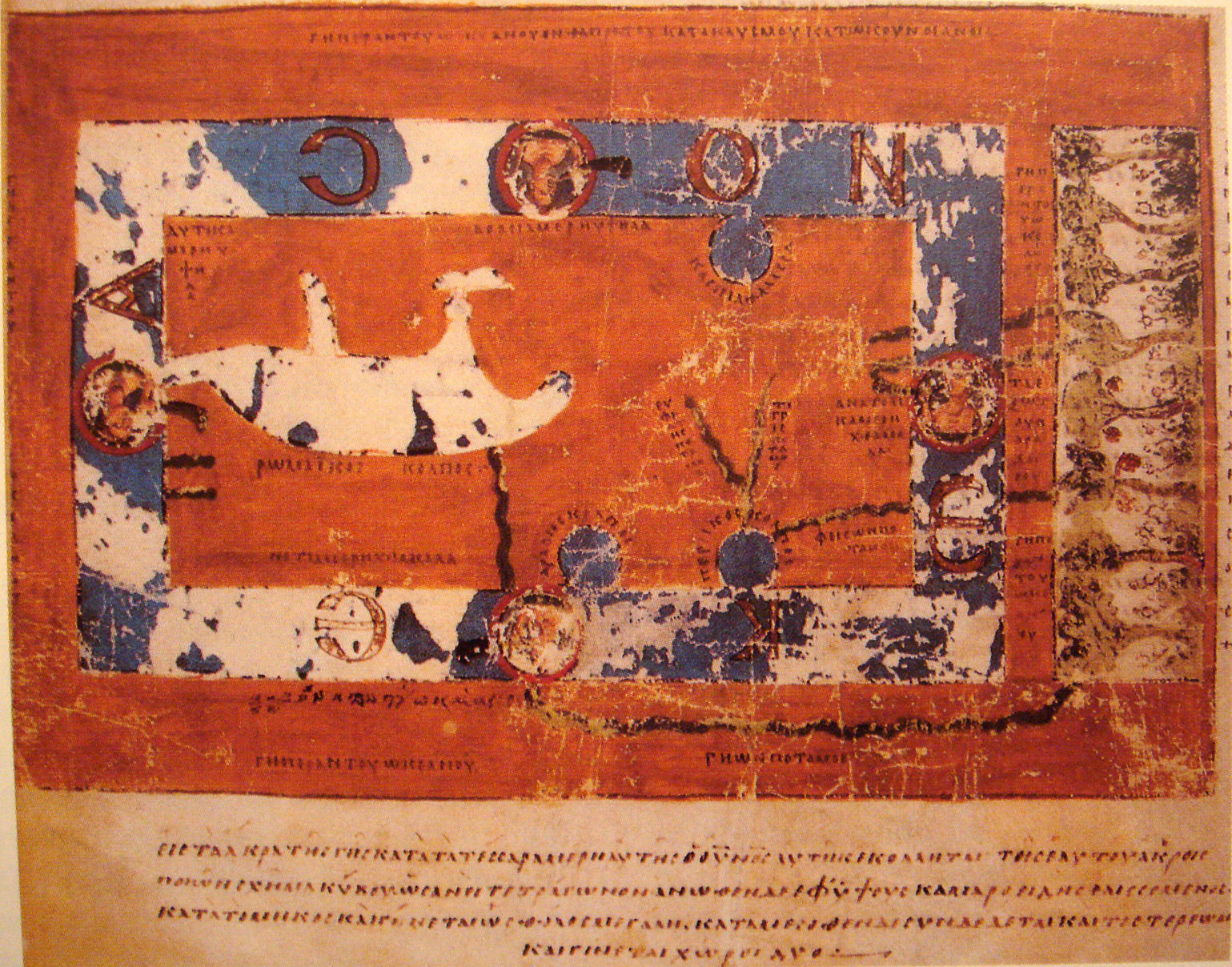
Mapa-Múndi, por Cosmas Indicopleustes.

Cosme Indicopleustes (literalmente "o que viajou para a Índia"), de Alexandria, foi um mercador grego e depois um monge, provavelmente com tendências nestorianas. Viajou por um longo período durante o século VI e foi diversas vezes à Índia durante o reinado do imperador bizantino Justiniano (r. 527–565). Sua Topografia Cristiana contém alguns dos mais antigos e famosos mapa-múndis conhecidos..

## Topografia Cristã
Por volta de 550, Cosme escreveu Topografia Cristiana, que já muito ricamente ilustrado, uma obra baseada em parte em suas experiências pessoais como mercador no Mar Vermelho e no oceano Índico no início do século VI. Sua descrição da Índia e do Sri Lanka neste período é de valor inestimável para os historiadores. Cosme se mostra um guia interessante e confiável, informando sobre um mundo que já não existe mais. Ele estava em Adúlis na costa eritreia do Mar Vermelho quando o rei de Axum Elesbão (r. ca. 519–531) estava preparando uma campanha militar para atacar o rei judeu Danaã, no Iêmen, que vinha perseguindo cristãos. A pedido do rei axumita e em preparação para sua campanha, ele preservou algumas inscrições hoje perdidas, como a do Monumentum Adulitanum (erroneamente atribuído a Ptolomeu III Evérgeta).

### Indicopleustes

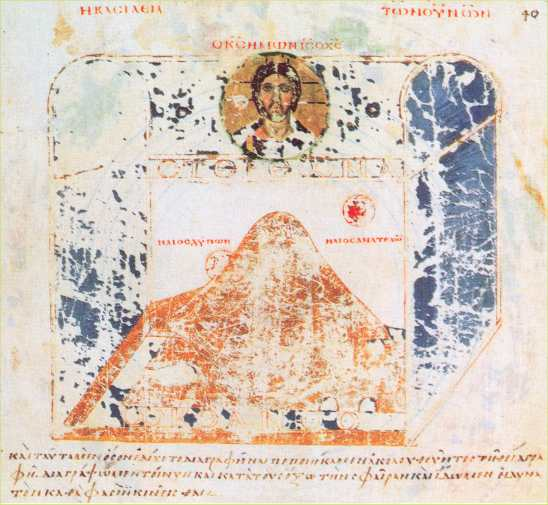
Topografia Cristã

Embora já fosse conhecido que existia um comércio entre o Império romano e a Índia a partir do século I a.C. através de fontes na literatura clássica (principalmente Périplo do Mar Eritreu), o relato de Cosme é um dos poucos feitos por indivíduos que de fato fizeram a viagem. Ele descreveu e desenhou o que viu e alguns destes manuscritos foram copiados para as versões atuais, a mais antiga datando do século IX. Em 522, ele visitou a costa do Malabar (sul da Índia) e foi o primeiro viajante a mencionar a existência de cristãos siríacos na região:
| “ | Na ilha de Taprobane (Ceilão), há uma igreja de cristãos, com clérigos e fiéis. Também em Malé, onde cresce a pimenta, e na cidade de Caliana há um bispo consagrado na Pérsia. | ” |
|   | — Topografia Cristã, Cosmas Indicopleustes. |   |

### Terra plana
Uma característica fundamental de sua Topografia é o ponto de vista de Cosme de que o mundo é plano e que o céu tem a forma de uma caixa com uma tampa curva. Ele desdenhava a opinião de Ptolomeu e outros que acreditavam que o mundo era esférico. Cosme buscava provar que os geógrafos pré-cristãos estava errados ao afirmar que a Terra era esférica afirmando ao invés disso que ela fora modelada no tabernáculo, o templo descrito a Moisés por Deus durante o Êxodo do Egito. Porém, esta ideia de que a terra seria plana já era minoritária nas rodas mais educadas do ocidente já desde o século III a.C.. O ponto de vista de Cosme nunca foi muito influente, mesmo nos círculos religiosos e um cristão quase contemporâneo, João Filopono, discordava dele, assim como a maior parte dos filósofos cristãos da época.